# Lotten Brenners ferier
Lotten Brenners ferier är en roman av den svenske författaren Hjalmar Bergman från 1928.

## Handling
Ett av Bergmans lättare stycken som dock underhållande skildrar den mindre attraktiva men synnerligen självsäkra ungmön Lotten Brenner, vilken av vänner skickas på semester i förhoppningen om att hon ska träffa en man. Bland de figurer som förekommer i handlingen förekommer bland andra herr Markurells son Johan.